# 平安泰达金融中心

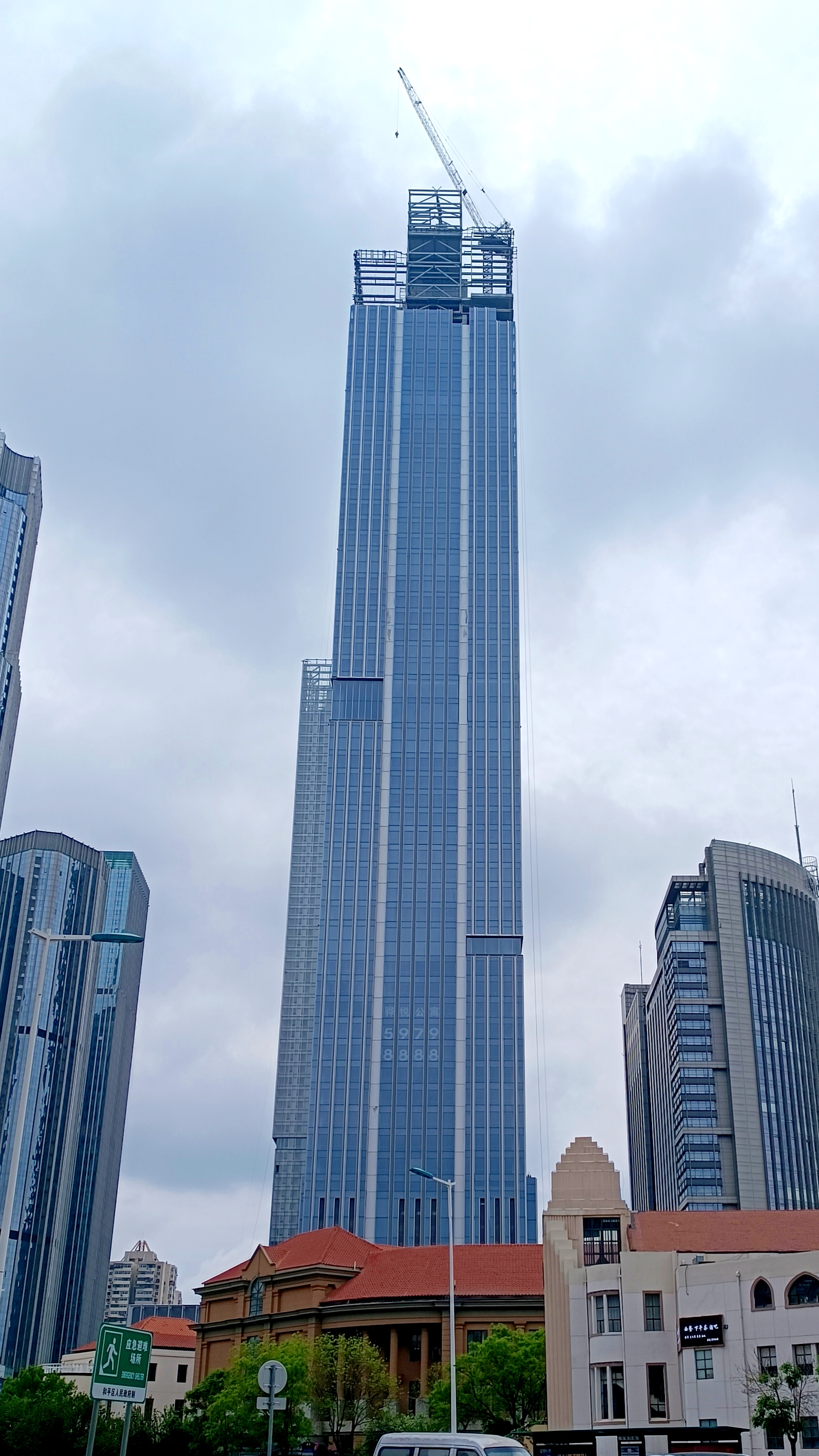
平安泰达金融中心大厦

平安泰达金融中心，地处天津市小白楼CBD，由高313米的北塔、高240米的南塔、4层裙楼及连通南北塔的5层地下室组成，占地面积约1.6万平方米，总建筑面积31.36万平方米，其中地上面积23万平方米，地下面积8万平方米。集现代甲级办公楼、高端公寓、艺术主题购物中心、精品酒店及顶级金融商务会所于一体，其中北塔为写字楼，南塔为骅悦公寓楼。